# Chippewa Lake

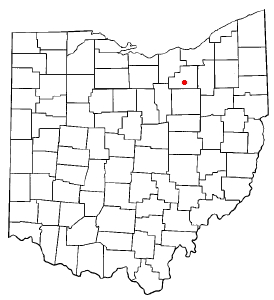
Chippewa Lake na planie stanu Ohio

Chippewa Lake – wieś w USA, w stanie Ohio, w hrabstwie Medina.
Liczba mieszkańców w roku 2000 wynosiła 823, a w roku 2010 wynosiła 711.